# Napoli Basket 2023-2024
Questa voce raccoglie le informazioni riguardanti il Napoli Basket nelle competizioni ufficiali della stagione 2023-2024.

## Stagione
La stagione 2023-2024 del Napoli Basket sponsorizzato GeVi, è la 3ª nel massimo campionato italiano di pallacanestro, la Serie A.
Il 18 febbraio vince la Coppa Italia battendo l'Olimpia Milano 77 a 72.

## Roster
Aggiornato al 24 agosto 2023.
| GeVi Napoli Basket 2023-24 | GeVi Napoli Basket 2023-24 |
| Giocatori                  | Staff tecnico              |
| -------------------------- | -------------------------- |

| N. | Naz.                                        | Ruolo | Nome                    | Anno | Alt.   | Peso   |  |
| -- | ------------------------------------------- | ----- | ----------------------- | ---- | ------ | ------ |  |
| 0  | Stati Uniti (bandiera) · Georgia (bandiera) | P     | Jacob Pullen            | 1989 | 185 cm | 91 kg  |  |
| 1  | Croazia (bandiera)                          | AC    | Tomislav Zubčić         | 1990 | 211 cm | 110 kg |  |
| 2  | Canada (bandiera)                           | PG    | Tyler Ennis             | 1994 | 191 cm | 88 kg  |  |
| 3  | Stati Uniti (bandiera)                      | G     | Justin Jaworski         | 1999 | 191 cm | 89 kg  |  |
| 5  | Italia (bandiera)                           | P     | Giovanni De Nicolao (C) | 1996 | 191 cm | 79 kg  |  |
| 9  | Italia (bandiera)                           | P     | Samuel Fusaro           | 2007 | 184 cm | 68 kg  |  |
| 10 | Italia (bandiera)                           | P     | Simone Sinagra          | 2005 | 175 cm | 70 kg  |  |
| 11 | Stati Uniti (bandiera)                      | C     | Tariq Owens             | 1995 | 208 cm | 93 kg  |  |
| 22 | Stati Uniti (bandiera)                      | G     | Markel Brown            | 1992 | 190 cm | 86 kg  |  |
| 24 | Polonia (bandiera)                          | AP    | Michał Sokołowski       | 1992 | 196 cm | 89 kg  |  |
| 25 | Italia (bandiera)                           | AG    | Alessandro Lever        | 1998 | 208 cm | 104 kg |  |
| 35 | Mali (bandiera)                             | C     | Moussa Bamba (F)        | 2005 | 204 cm | 102 kg |  |
| 44 | Sudan del Sud (bandiera)                    | C     | Dut Biar Mabor (F)      | 2001 | 216 cm | 110 kg |  |
| 55 | Italia (bandiera)                           | P     | Stefano Saccoccia       | 2006 | 178 cm |        |  |
| 73 | Italia (bandiera)                           | A     | Michele Ebeling         | 1999 | 205 cm | 100 kg |  |
| 88 | Italia (bandiera)                           | G     | Sergio Grassi           | 2004 | 193 cm | 80 kg  |  |
| -  | Italia (bandiera)                           |       | Armando Grivo           | 2007 |        |        |  |

| Allenatore                                                                                          |
| - / Igor Miličić                                                                                    |
| Assistente/i                                                                                        |
| - Francesco Cavaliere - Cesare Pancotto Legenda - (C) Capitano - (IN) Inattivo - Infortunato Roster |

## Mercato

### Sessione estiva
| Acquisti | Acquisti            | Acquisti       | Acquisti   | Acquisti |
| R.       | Nome                | da             | Modalità   |          |
| -------- | ------------------- | -------------- | ---------- | -------- |
| P        | Giovanni De Nicolao | Pall. Varese   | svincolato |          |
| P        | Jacob Pullen        | Al Kuwait      | svincolato |          |
| PG       | Tyler Ennis         | Tofaş Bursa    | svincolato |          |
| G        | Justin Jaworski     | San Sebastián  | svincolato |          |
| AP       | Michał Sokołowski   | Beşiktaş       | svincolato |          |
| A        | Michele Ebeling     | Urania Milano  | svincolato |          |
| AC       | Alessandro Lever    | Pall. Trieste  | svincolato |          |
| AC       | Tomislav Zubčić     | London Lions   | svincolato |          |
| C        | Dut Biar Mabor      | Stella Azzurra | svincolato |          |
| C        | Tariq Owens         | Pall. Varese   | svincolato |          |

| Cessioni | Cessioni         | Cessioni           | Cessioni       | Cessioni |
| R.       | Nome             | a                  | Modalità       |          |
| -------- | ---------------- | ------------------ | -------------- | -------- |
| P        | Jordan Howard    | Obradoiro          | fine contratto |          |
| P        | David Michineau  | Bursaspor          | fine contratto |          |
| P        | Joe Young        | Fujian Sturgeons   | fine contratto |          |
| G        | Lorenzo Uglietti | Pall. Reggiana     | fine contratto |          |
| AP       | Nicolò Dellosto  | San Giobbe Chiusi  | fine contratto |          |
| AP       | Elijah Stewart   | Hapoel Eilat       | fine contratto |          |
| AG       | Thomas Wimbush   | Kawasaki Brave Th. | fine contratto |          |
| AC       | Andrea Zerini    | Derthona Basket    | fine contratto |          |
| C        | JaCorey Williams | Budućnost          | fine contratto |          |

### Dopo l'inizio della stagione
| Acquisti | Acquisti     | Acquisti | Acquisti         | Acquisti   |
| R.       | Nome         | da       | Data             | Modalità   |
| -------- | ------------ | -------- | ---------------- | ---------- |
| G        | Markel Brown | Girona   | 20 dicembre 2023 | svincolato |

| Cessioni | Cessioni        | Cessioni        | Cessioni         | Cessioni    |
| R.       | Nome            | a               | Data             | Modalità    |
| -------- | --------------- | --------------- | ---------------- | ----------- |
| G        | Justin Jaworski | Heidelberg      | 28 febbraio 2024 | svincolato  |
| PG       | Tyler Ennis     | Hapoel Tel Aviv | 6 maggio 2024    | rescissione |